# Salade
En salade (også kaldet sallet celata, og schaller) var en militærhjelm, der erstattede bascinethjelmen i Italien, Vest- og Nordeuropa samt Ungarn i løbet af midten af 1400-tallet. I Italien, Frankrig og England var armethjelmen også populær, mens den blev vidt udbredt i Tyskland.
Hjelmen synes at være udviklet i Italien, hvor udtrykket celata optræder første gang i en inventarliste fra 1407 over våben og rustninger i huset Gonzagas besiddelse. De tidligste salader var i grundessensen en type bascinethjelm, der skulle bruges uden visir og aventail. For at beskytte nakken blev hjelmen trukket ud i en kurve bagpå, og for at beskytte ansigtet blev siderne fra hjelmen trukket ned i øjenhøjde. Sidstnævnte endte med at udvikle sige til barbutehjelmen.

## Galleri
- Tyske salader.
- Italiensk salade til en bueskytte ca. 1450–1470
- Italiensk salade med visir.
- Senere eksempel på en tysk salade med visir. Ca. 1495.
- Salade med dekoratuation i form som et løvehoved, Italien, 1475–1480. Metropolitan Museum of Art